# Делта (стрип)
Делта је 11. епизода стрипа Џеремаја објављена у октобру 1985. г. за француског издавача Novedi под истим називом. Епизоду је нацртао и написао Херман Ипен. Епизода је имала 44 стране.
У бившој Југославији, епизода је премијерно објављена у септембру 1985. год. у месечнику Стрип арт бр. 60 под истоименим називом у издању НИП Ослобођење, Сарајево. Свеска је коштала 50 динара (0,55 DEM; 0,2$).

## Кратак садржај
Након што се растао с Леном, Џеремаја наставља да лута с Курдијем, делујући потпуно незаинтересовано и готово апатично. Курди га води код свог познаника Џеја како би од њега покупио новац који му дугује. Џеј међутим има амнезију (након несреће на параглајдингу) и ничега се не сећа. Курди и Џеремаја немају избора већ се придружују групи пљачкаша у потрази за нафтом. Када дођу надомак великог резервоара нафте, сазнају да их је неко пратио и покушава да их убије.

## Реприза у Србији
Епизода је репризно објављена у Србији у 4. тому Џеремаје у издању Чаорбне књиге 2017. године.